# Teorija skripta
Teorija skripta je psihološka teorija koja postavlja da ljudsko ponašanje uglavnom spada u obrasce zvane „skripte“, jer one funkcionišu na način na koji pisani scenario radi, pružajući program za akciju. Silvan Tomkins je stvorio teoriju scenarija kao dalji razvoj svoje teorije afekta, koja smatra da emocione reakcije ljudskih bića na stimuluse spadaju u kategorije koje se nazivaju „afekti“: on je primetio da čisto biološki odgovor afekta može biti praćen svesnošću i onim što mi kognitivno činimo u smislu delovanja na taj afekt, tako da je bilo potrebno više da se proizvede potpuno objašnjenje onoga što je on nazvao „teorijom ljudskog bića”.
U teoriji scenarija, osnovna jedinica analize naziva se „scena”, definisana kao niz događaja povezanih afektima koji se pokreću tokom doživljaja tih događaja. Tomkins je prepoznao da naša afektivna iskustva spadaju u obrasce koje možemo grupisati prema kriterijumima kao što su tipovi osoba i mesta uključenih i stepen intenziteta doživljenog efekta, čiji obrasci čine skripte koje informišu naše ponašanje u nastojanju da maksimizirati pozitivan efekat i minimizirati negativan uticaj.

## U veštačkoj inteligenciji
Rodžer Šank, Robert P. Abelson i njihova istraživačka grupa, proširili su Tomkinsove skripte i koristili ih u ranom radu veštačke inteligencije kao metod predstavljanja proceduralnog znanja. U svom radu, skripte su veoma slične okvirima, osim što vrednosti koje ispunjavaju slotove moraju biti u datom redosledu. Skripta je strukturirana reprezentacija koja opisuje stereotipni niz događaja u određenom kontekstu. Skripte se koriste u sistemima razumevanja prirodnog jezika za organizovanje baze znanja u smislu situacija koje sistem treba da razume.

## Literatura
- Nathanson, Donald L. Shame and Pride: Affect, Sex, and the Birth of the Self. London: W.W. Norton, 1992
- Sedgwick, Eve Kosofsky and Adam Frank, eds. (1995). Shame and Its Sisters: A Silvan Tomkins Reader. Durham and London: Duke University Press..
- Tomkins, Silvan. "Script Theory". The Emergence of Personality. Eds. Joel Arnoff, A. I. Rabin, and Robert A. Zucker. New York: Springer Publishing Company, 1987. 147–216.
- Tomkins, Silvan. "Script Theory: Differential Magnification of Affects". Nebraska Symposium On Motivation 1978. Ed. Richard A. Deinstbier. Lincoln, NE: University of Nebraska Press, 1979. 201–236.